# Corinna nossibeensis
Corinna nossibeensis là một loài nhện trong họ Corinnidae.
Loài này thuộc chi Corinna. Corinna nossibeensis được Embrik Strand miêu tả năm 1907.